# Zeta Cancri
Zeta Cancri (ζ Cnc, Tegmine) – gwiazda wielokrotna w gwiazdozbiorze Raka. Jest odległa od Słońca o ok. 82 lata świetlne.

## Nazwa
Gwiazda ta ma tradycyjną nazwę Tegmine, która wywodzi się od zniekształconego łacińskiego słowa Tegmen, co oznacza „skorupę (Raka)”. Międzynarodowa Unia Astronomiczna zatwierdziła użycie nazwy Tegmine dla określenia tej gwiazdy.

## Charakterystyka
Zeta Cancri to układ czterech gwiazd zgrupowanych w dwa układy podwójne. ζ Cnc AB (inaczej ζ¹ Cnc), do której odnosi się nazwa Tegmine to para żółto-białych karłów należących do typu widmowego F8 i F9. Temperatury ich powierzchni, według typu widmowego, to 6200 i 6100 K, są nieco wyższe od temperatury fotosfery Słońca. Mają one jasność równą 3,5 i 1,8 jasności Słońca i promienie równe około 1,6 i 1,2 promienia Słońca. Ich masy to odpowiednio 1,4 i 1,25 M☉. Zeta Cancri B jest ciemniejsza niż wskazywałaby teoria, co prawdopodobnie oznacza błędnie wyznaczony typ widmowy lub odległość. Wokół tej pary krąży Zeta Cancri C (inaczej ζ² Cnc), którą tworzą dwa żółte karły (oznaczane ζ Cnc Ca i ζ Cnc Cb) reprezentujące typ widmowy G. Mają one temperatury 5900 i 5600 K, jasność 1,7 i 0,9 L☉, a teoretyczne wartości masy to 1,25 i 0,9 M☉. Masy obliczone z praw Keplera są znacznie mniejsze, co wskazuje na obecność błędu w danych.
Zeta Cancri A ma obserwowaną wielkość gwiazdową 5,30m, Zeta Cancri B ma wielkość 6,25m, na niebie dzieli je 1,1 sekundy kątowej (pomiar z 2016 r.). W przestrzeni gwiazdy te są odległe o średnio 22,1 au, oddalają się na 29 au i zbliżają na 15 au; ostatni raz miało to miejsce w 1989 roku. Okres obiegu wspólnego środka masy to 59,6 roku. Zeta Cancri C znajduje się 6″ od pary AB, tworzą ją składniki Ca i Cb o wielkości odpowiednio 6,2 i 7,1m oddalone o 0,3″ (pomiary z 2016 r.). Okrążają one parę AB w okresie 1115 lat, w średniej odległości 197 au (od 150 do 244 au). Ostatnie zbliżenie obu par miało miejsce w 1970 roku.
Układ ma także czterech optycznych towarzyszy, których odmienne ruchy własne dowodzą, że nie są powiązane z tą gwiazdą poczwórną. Składnik D jest odległy o 275,6″ od pary ζ Cnc AB i ma obserwowaną wielkość gwiazdową 8,89m (pomiary z 2012 r.). Składnik E jest oddalony o 562,2″, ma on wielkość 10,08m. Gwiazda F jest odległa o 638,1″ i ma wielkość 11,21m. Składnik G jest oddalony o 672,3″ i ma wielkość 10,15m (pomiary z 2007 r.).